# Somethin' Else (chanson)
Pour les articles homonymes, voir Something Else.
Singles de Eddie Cochran
Teenage Heaven
(1959) Hallelujah I Love Her So
(1959)
Somethin' Else est une chanson de rockabilly interprétée par Eddie Cochran, co-écrite par sa petite amie Sharon Sheeley et son frère aîné Bob Cochran, et sortie en 1959. Elle est reprise par un large éventail d'artistes, y-compris les Sex Pistols, qui obtiennent un succès classé 3e dans le UK Singles Chart en 1979. Elle est adaptée en français par Johnny Hallyday en 1962 sous le titre Elle est terrible.

## Version originale
Les paroles, écrites à la première personne, décrivent comment Cochran a envie d'un cabriolet qu'il n'a pas les moyens d'acheter et une fille qui, il le craint, ne sortira pas avec lui. Mais en fin de compte, en économisant de l'argent, il est capable d'acheter une voiture plus ancienne et gagne en confiance pour inviter cette fille.
Il existe une controverse concernant les véritables auteurs de Somethin' Else. Selon la version officielle, Sharon Sheeley aurait composé la majeure partie de la chanson mais aurait demandé de l'aide à Bob Cochran pour quelques détails concernant les voitures. Bobby Cochran, le fils de Bob, raconte que le titre est inspiré par le chanteur de Dion and the Belmonts, qui aurait interpellé Eddie au sujet de Sharon, lui-disant « Hey, Cochran, she's something else ! ». Sheeley aurait alors noté ces mots au dos d'un boîte d'allumettes et aurait composé la chanson plus tard dans la nuit. Mais le neveu du chanteur dit aussi que, d'après Dave Shriver, son père Bob, qui prétendait en être l'unique auteur, était mécontent qu'Eddie ait co-crédité la chanson à Sharon. Jerry Capehart, quant à lui, prétend avoir écrit le dernier couplet.
Dixième single de Cochran pour Liberty, sorti en juillet 1959, avec Boll Weevil Song (Eddie Cochran/Jerry Capehart) en face B, Somethin' Else chanson atteint la 58e place aux États-Unis dans le palmarès Hot 100 de Billboard. Distribué au Royaume-Uni en septembre 1959 par London Records, il et se classe no 22 dans le UK Singles Chart.

### Musiciens connus
- Eddie Cochran : chant, guitare, basse électrique en overdub
- Earl Palmer : batterie
- Jim Stivers : piano

### Classement dans les charts
| Palmarès (1959)                | Meilleure position |
| ------------------------------ | ------------------ |
| États-Unis - Billboard Hot 100 | 58                 |
| États-Unis - Cash Box Top 100  | 56                 |
| Royaume-Uni - UK Singles Chart | 22                 |

### Crédit d'écriture
Le crédit d'écriture indique Bob Cochran, le frère d'Eddie, et pas Bobby Cochran, son neveu.

## Version de Johnny Hallyday
La chanson d'Eddie Cochran est adaptée en français par Johnny Hallyday, sous le titre Elle est terrible, avec des paroles de Jil et Jan. Elle est d'abord enregistrée en public sur la scène de l'Olympia de Paris durant l'automne 1962, avant d'être gravée en studio au début de l'année suivante.

## Version des Sex Pistols
Singles de Sex Pistols
No One is Innocent
(1978) Silly Thing
(1979)
Les Sex Pistols enregistrent une version de Something Else pour le film La Grande Escroquerie du Rock'n'roll de Julien Temple, sorti en 1980. On y voit Sid Vicious interpréter la chanson en slip sur une moto dans une chambre. Avant cela, la chanson paraît sur la bande originale du film, The Great Rock 'n' Roll Swindle, en 1979. Le single double face A qui en est tiré est attribué aux « Sex Pistols : vocals Sid Vicious » et est livré trois semaines après la mort de Vicious. Friggin 'in the Riggin', l'autre face A du disque, est créditée à « Sex Pistols: vocals Steve Jones ». Le single culmine au no 3 du UK Singles Chart.
Il y a quelques (légers) changements dans les paroles, par exemple le couplet d'ouverture « Here comes that girl again / Wanted to date her since I don't know when » devient « Here comes that girl again / One of the cutest since I don't know when » et dans le troisième couplet, les vers « Worked hard and saved my dough / I'll buy that car that I've been wanting so » sont remplacés par « Worked hard and saved my dough / I buy that car and I load up with Joe ».
Une version enregistrée par Sid Vicious en concert au Max's Kansas City à New York le 29 septembre 1978 est intégrée dans la compilation Sid Sings en 1979.
Avant les Sex Pistols, le groupe Johnny Moped avait déjà enregistré une version punk rock du classique d'Eddie Cochran.

## Autres versions
Somethin' Else fait l'objet de nombreuses autres reprises par différents artistes.
- 1965 : Sir Henry and his Butlers sur Sir Henry and his Butlers are Serving (Danemark) ;
- 1968 : The Move sur l'album Something Else from The Move ;
- 1969 : The Flamin' Groovies sur un medley avec Pistol Packin', sur l'album Supersnazz ;
- 1969 : Led Zeppelin dans l'émission radiophonique Chris Grant's Tasty Pop Sundae, enregistrement paru sur l'album BBC Sessions en 1997 ;
- 1978 : Johnny Moped en face B du single Darling, Let’s Have Another Baby ;
- 1979 : Shakin' Stevens and Fumble dans un medley avec C'mon Everybody et Twenty Flight Rock sur la compilation Jack Good's Oh Boy ;
- 1980 : Tom Petty and the Heartbreakers dans une version live parue sur le pressage anglais du single Don't Do Me Like That ;
- 1982 : UFO sur l'album Mechanix ;
- 1984 : The New York Dolls sur l'albul live Red Patent Leather ;
- 1993 : The Stray Cats sur leur album Original Cool ;
- 1994 : Little Richard et Tanya Tucker sur la compilation Rhythm Country and Blues ;
- 1995 : le groupe punk japonais Guitar Wolf en single ;
- 1999 : The Pete Best Band sur Casbah Coffee Club 40th Anniversary Limited Edition ;
- 2001 : Popa Chubby sur Flashed Back ;
- 2003 : P. J. Proby sur Sentimental Journeys ;
- 2013 : le groupe de J-pop Something Else.

La chanson est samplée en 1987 par Pop Will Eat Itself dans le morceau Love Missile F1-11, une reprise de Sigue Sigue Sputnik, sur leur premier album Box Frenzy.

## Au cinéma
Somethin' Else peut être entendue dans plusieurs films, dont Diner de Barry Levinson (1982), Lame de fond de Ridley Scott (1996) et Sid et Nancy d'Alex Cox (1986), la biographie de Sid Vicious, où la chanson est interprétée par Gary Oldman qui joue le rôle du bassiste des Sex Pistols.